# The Whiskey Runners (film 1912)
The Whiskey Runners è un cortometraggio muto del 1912 diretto da Otis B. Thayer.

## Produzione
Il film fu prodotto dalla Selig Polyscope Company.

## Distribuzione
Distribuito dalla General Film Company, il film - un cortometraggio di una bobina - uscì nelle sale cinematografiche statunitensi il 27 agosto 1912.